# Serge Gnabry
Serge David Gnabry (Estugarda, 14 de julho de 1995) é um futebolista alemão que atua como ponta. Atualmente, joga no Bayern de Munique.

## Carreira

### Início
Gnabry começou a jogar futebol ainda menino no TSV Weissach. Através de várias posições curtas em clubes menores, como Stuttgarter Kickers, ele acabou com dez anos no Stuttgart e atuou nas categorias de base do clube pertencendo à Bundesliga. No dia 31 de julho 2012 ele acertou com o Arsenal, que pagou 100 mil libras de compensação por formação pelo jovem atacante.

### Arsenal
Na Inglaterra, inicialmente fez parte das divisões de base do Arsenal, mas logo depois foi descoberta para se juntar a equipe profissional. Serge Gnabry fez o primeiro jogo na Premier League no dia 20 de outubro 2012, na derrota por 1 a 0, frente a Norwich City em Carrow Road, tornando-se o mais jovem jogador a atuar pelo Arsenal na história.

### West Bromwich
Pouco aproveitado no time do Arsenal, no dia 7 de agosto de 2015 foi emprestado ao West Bromwich Albion.

### Werder Bremen
Em 31 de agosto de 2016, Gnabry assinou com o Werder Bremen, da Bundesliga, por 5 milhões de euros. O técnico do Arsenal, Arsène Wenger, queria prorrogar o contrato de Gnabry antes de sua transferência, mas a falta de oportunidades no time titular fez com que o alemão buscasse uma transferência para outro lugar. Ele marcou seu primeiro gol pelo Werder Bremen em 17 de setembro de 2016 em uma derrota por 4-1 fora de casa para o Borussia Mönchengladbach. Em sua única temporada no clube, ele fez 27 jogos no campeonato marcando 11 gols, enquanto o Werder Bremen terminou em 8º na Bundesliga.

### Bayern de Munique
Já no dia 11 de junho de 2017, foi anunciado como novo reforço do Bayern de Munique. Porém, antes mesmo de estrear no clube, foi emprestado ao Hoffenheim.

### Hoffenheim
Ele marcou seu primeiro e segundo gol na liga na vitória por 4–0 sobre o RB Leipzig. Marcou 10 gols em suas 22 partidas na temporada, ajudando o Hoffenheim a terminar em terceiro na tabela de classificação e garantindo uma vaga na Liga dos Campeões para a próxima temporada. Ele terminou a temporada 2017/18 com 10 gols em 26 partidas.

### Volta ao Bayern

#### 2018-2019
Em 2 de julho de 2018, Gnabry foi apresentado como jogador do Bayern de Munique. Recebeu a camisa de número 22. Em 1 de setembro, Gnabry fez sua estreia na Bundesliga pelo Bayern de Munique em uma vitória por 3-0 em Stuttgart, quando entrou como substituto aos 77 minutos. Em 3 de novembro de 2018, Gnabry marcou seu primeiro gol na Bundesliga pelo Bayern de Munique em um empate por 1-1 contra o Freiburg. Em 1º de dezembro de 2018, Gnabry marcou dois gols na vitória por 2–1 contra seu ex-clube, o Werder Bremen. Em 2 de março de 2019, Gnabry marcou o 4000º gol do Bayern Munich na Bundesliga durante uma vitória por 5–1 sobre o Gladbach, ajudando o clube a se tornar o primeiro time a atingir a marca. Gnabry terminou a temporada da Bundesliga como o segundo maior artilheiro do Bayern com 10 gols em 30 partidas. Gnabry conquistou seu primeiro título da Bundesliga com o Bayern terminando dois pontos acima de Dortmund com 78 pontos. Foi titular também na final da Copa da Alemanha, aonde seu time se saiu vitorioso e campeão após bater o RB Leipzig por 3x0.

#### 2019-2020
No dia 2 de outubro, brilhou na Liga dos Campeões ao marcar quatro gols contra o Tottenham na goleada por 7 a 2. Em 25 de fevereiro de 2020, ele marcou dois gols contra o Chelsea no jogos de ida das oitavas de final da Liga dos Campeões em uma vitória por 3-0 fora de casa. Isso o tornou o primeiro jogador a marcar seis gols fora de casa em Londres em uma única edição da Liga dos Campeões. Em 14 de agosto de 2020, ele marcou um gol na vitória por 8–2 contra o Barcelona nas quartas-de-final. Em 19 de agosto, ele marcou dois gols na vitória por 3 a 0 sobre o Lyon nas semifinais; portanto, ele marcou nove gols em nove partidas na competição. Na final, mesmo não fazendo gols viu seu time derrotar o PSG por 1x0 e se sagrar campeão da Liga dos Campeões 19-20. Terminou a temporada com 23 gols e 14 assistências, sendo campeão dos 3 principais títulos que seu time disputou - Bundesliga, Liga dos Campeões e Copa da Alemanha.

## Carreira Internacional

### Seleções juvenis e Olimpíadas de Verão de 2016

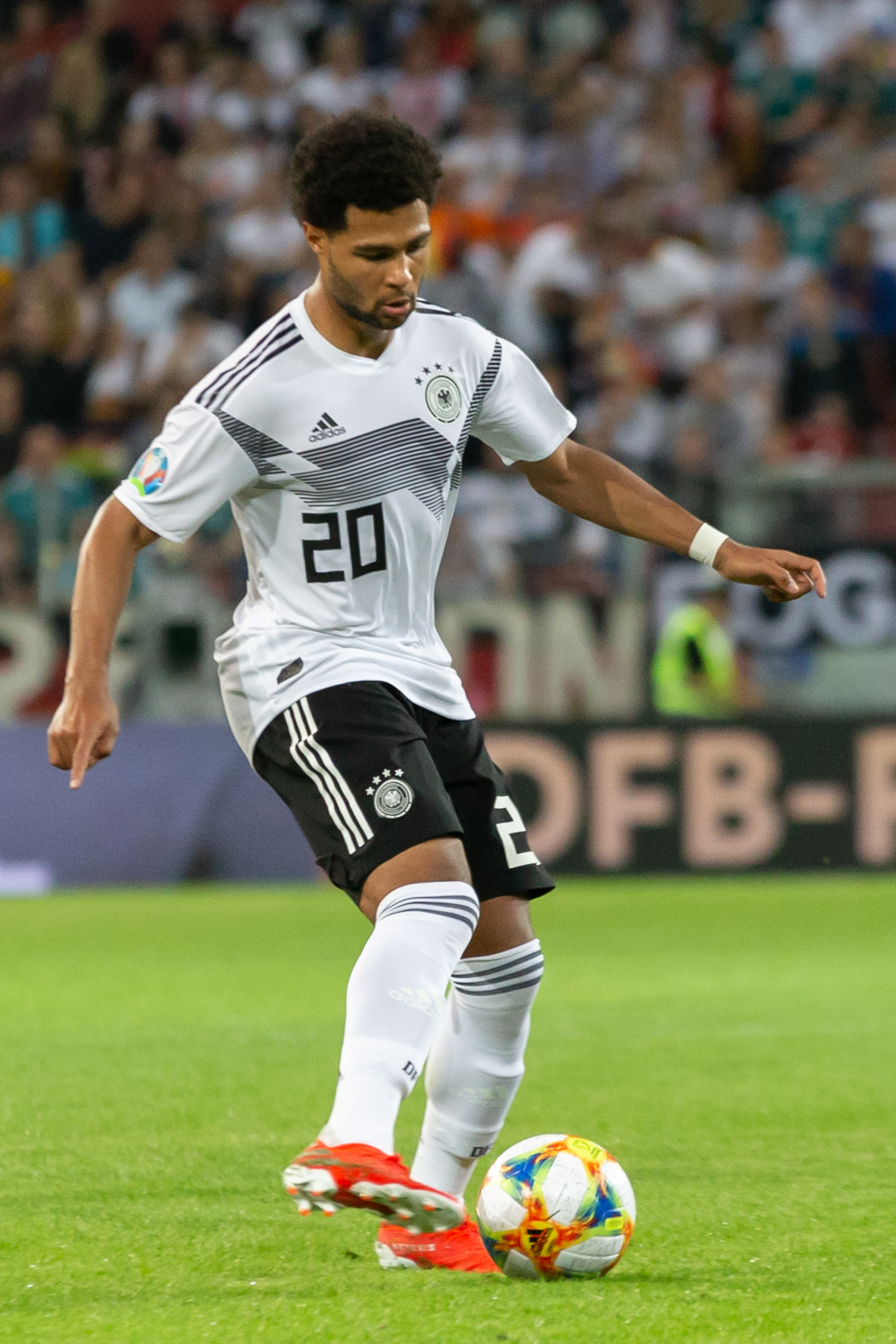
Gnabry jogando pela seleção alemã em 2019

Gnabry representou a Alemanha em vários níveis juvenis, incluindo Sub-16, Sub-17 e Sub-18. Em 2017, fez parte da equipe Sub-21 da Alemanha que venceu o Campeonato Europeu Sub-21 de 2017.
Em 15 de julho de 2016, Gnabry foi selecionado para a seleção alemã de futebol nos Jogos Olímpicos de 2016.  No dia 4 de agosto, ele foi titular pela Alemanha contra o México e marcou o primeiro gol da Alemanha aos 58 minutos, em um empate em 2–2.  Três dias depois, triplicou sua contagem de gols,marcando dois contra a Coreia do Sul, sendo que a segunda cobrança veio nos acréscimos e ajudou a Alemanha a salvar um ponto no empate em 3–3. Em 10 de agosto, Gnabry contribuiu com mais dois gols na goleada de 10–0 sobre Fiji.  No jogo das quartas de final da Alemanha contra Portugal, ele marcou seu sexto gol no torneio pouco antes do intervalo, com a Alemanha vencendo por 4–0.  Ele terminou o torneio como artilheiro junto com seu companheiro de equipe Nils Petersen,  ajudando a Alemanha a conquistar a medalha de prata.

### Equipe Sênior
Em 4 de novembro de 2016, Gnabry recebeu sua primeira convocação para a equipe sênior da Alemanha. Sete dias depois, ele marcou três gols em sua estreia em uma partida de qualificação para a Copa do Mundo de 2018 contra San Marino, em uma vitória por 8 a 0 fora de casa. Em 9 de outubro de 2019, durante um amistoso que terminou em empate em 2 a 2 com a Argentina, Gnabry se tornou o jogador mais rápido a marcar 10 gols pela seleção, alcançando o feito em sua 11ª partida e superando o recorde de Miroslav Klose por 2 jogos. Em 19 de novembro de 2019, ele marcou três gols na vitória por 6 a 1 contra a Irlanda do Norte. Foi o seu segundo hat-trick na carreira internacional.
Em 19 de maio de 2021, ele foi selecionado para a equipe da UEFA Euro 2020. Em novembro de 2022, ele foi nomeado no elenco de 26 jogadores para a Copa do Mundo FIFA de 2022 no Catar.

## Títulos
Arsenal
- Copa da Inglaterra: 2013–14 e 2014–15

Bayern de Munique
- Bundesliga: 2018–19, 2019–20, 2020–21, 2021–22, 2022–23 e 2024–25[21]
- Copa da Alemanha: 2018–19 e 2019–20
- Liga dos Campeões da UEFA: 2019–20
- Supercopa da UEFA: 2020
- Supercopa da Alemanha: 2020, 2021, 2022 e 2025[22]
- Copa do Mundo de Clubes da FIFA: 2020

Alemanha Sub-21
- Campeonato Europeu Sub-21: 2017

### Prêmios individuais
- Seleção da Liga dos Campeões da UEFA: 2019–20[23]

### Artilharias
- Jogos Olímpicos 2016: (6 gols)